# ماكسيميليانو سنتوريون
ماكسيميليانو سنتوريون (بالإسبانية: Maximiliano Centurión)‏ هو لاعب كرة قدم أرجنتيني في مركز الدفاع، ولد في 20 فبراير 1999 في Pablo Podestá, Buenos Aires ‏ في الأرجنتين. شارك مع منتخب الأرجنتين تحت 20 سنة لكرة القدم. أما مع النوادي، فقد لعب مع أرجنتينوس جونيورز.

## وصلات خارجية
- ماكسيميليانو سنتوريون على موقع قاعدة بيانات كرة القدم.إي يو (الإنجليزية)
- ماكسيميليانو سنتوريون على موقع Soccerway.com (الإنجليزية)